# Luchthaven Oslo Gardermoen

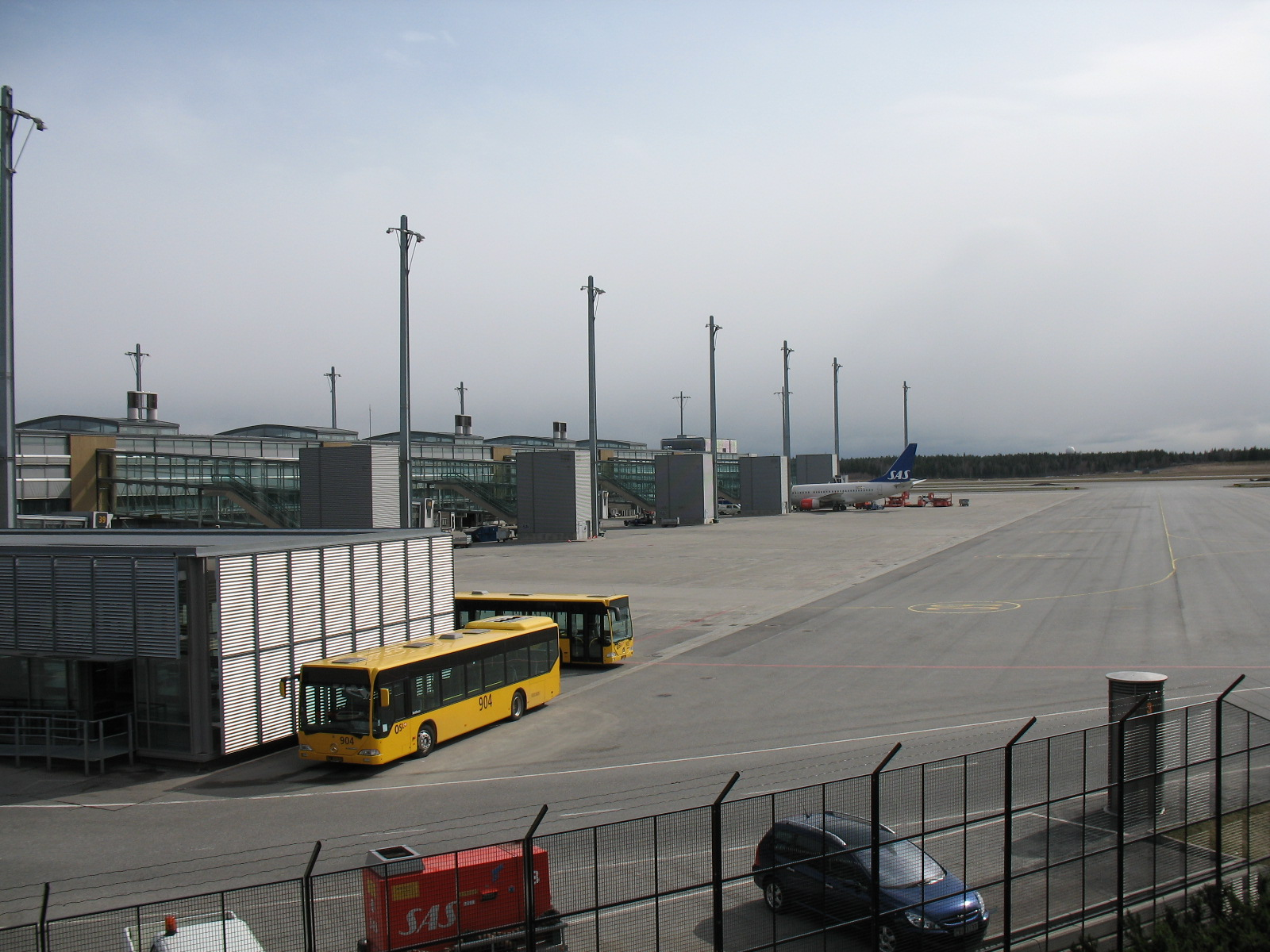
Vliegveld Oslo

Luchthaven Oslo (Noors: Oslo lufthavn; ICAO: ENGM IATA: OSL) is de grootste internationale luchthaven van Noorwegen en de belangrijkste luchthaven van Oslo. De luchthaven ligt bij het plaatsje Gardermoen in de gemeente Ullensaker ca. 50 km ten noorden van Oslo. De luchthaven had meer dan 19 miljoen passagiers in 2007. En meer dan 27 miljoen passagiers in 2017. Op deze luchthaven zijn ook de C-130 Hercules-transportvliegtuigen van de Koninklijke Noorse luchtmacht gestationeerd.

## Geschiedenis
De eerste vlucht op Gardermoen vond plaats in 1912. De luchthaven was toen een militaire basis van het Noors-Deense leger.
Tijdens de Tweede Wereldoorlog werd het vliegveld gebombardeerd door de invallende Duitse troepen. De Duitsers herbouwden al snel het vliegveld en rustten het uit met twee landingsbanen van 2000 m.
Na de Tweede Wereldoorlog werd de luchthaven eveneens gebruikt voor chartervluchten en intercontinentale vluchten. De landingsbaan van de toenmalige luchthaven Fornebu was namelijk te kort om intercontinentale vluchten te ontvangen en er waren te weinig slots beschikbaar.
De capaciteitsproblemen op Fornebu Airport en de onmogelijkheid om de luchthaven uit te breiden zorgden ervoor dat de Noorse overheid op zoek moest gaan naar een plaats om een nieuwe luchthaven te bouwen. Op 8 oktober 1992 werd beslist om de nieuwe luchthaven op te trekken in Gardermoen.
Een nieuwe maatschappij Oslo Lufthavn AS werd opgericht om de Gardermoen en Fornebu uit te baten.
De luchthaven werd met de hoofdstad  verbonden met een hogesnelheidslijn, de Gardermobanen. Via deze spoorlijn kunnen de treinen met een snelheid van 210 km/u sporen tussen Oslo Sentralstasjon en de luchthaven.
Op 8 oktober 1998 werd de luchthaven van Gardermoen in gebruik genomen en werd de luchthaven van Fornebu gesloten voor het verkeer.

## Infrastructuur
De luchthaven heeft slechts één terminal. De capaciteit van deze terminal is bijna volledig bereikt en daarom heeft Avinor beslist om een tweede terminal te bouwen tegen 2012. De bestaande terminal zal daarenboven verder worden uitgebreid zodat de luchthaven jaarlijks 28 miljoen passagiers zou kunnen ontvangen. De definitieve goedkeuring van de uitbreiding zal in het voorjaar van 2009 worden gegeven.
Oslo Airport, Gardermoen beschikt over twee parallelle landingsbanen: 01R/19L en 01L/19R.

## Bereikbaarheid

#### Auto
Met de auto is de luchthaven van Oslo Gardermoen te bereiken via de E6 autosnelweg. Er zijn parkeerplaatsen voor 11.400 voertuigen.

#### Trein
De luchthaven heeft een eigen treinstation aan de spoorlijn ingebouwd in de luchthaventerminal. De Airport Express Train spoort van hieruit zes maal per uur naar Oslo in 19 minuten.
Er zijn ook regelmatig verbindingen naar Skien, Lillehammer, Trondheim en Sandefjord TorpAirport met de Noorse spoorwegmaatschappij NSB.

#### Bus
Er zijn verschillende busdiensten naar Oslo en andere gemeenten in de buurt. Er is eveneens een Airport Express Coach die naar Oslo gaat.

#### Taxi
In de aankomsthal is er een 'taxi information desk' waar je terecht kan met vragen over de verschillende taxi-diensten op de luchthaven. De taxistandplaatsen bevinden zich bij de uitgang van de aankomsthal.